# Georgisme
 (novembre 2018).

Badge lors de la campagne georgiste à partir des années 1890.

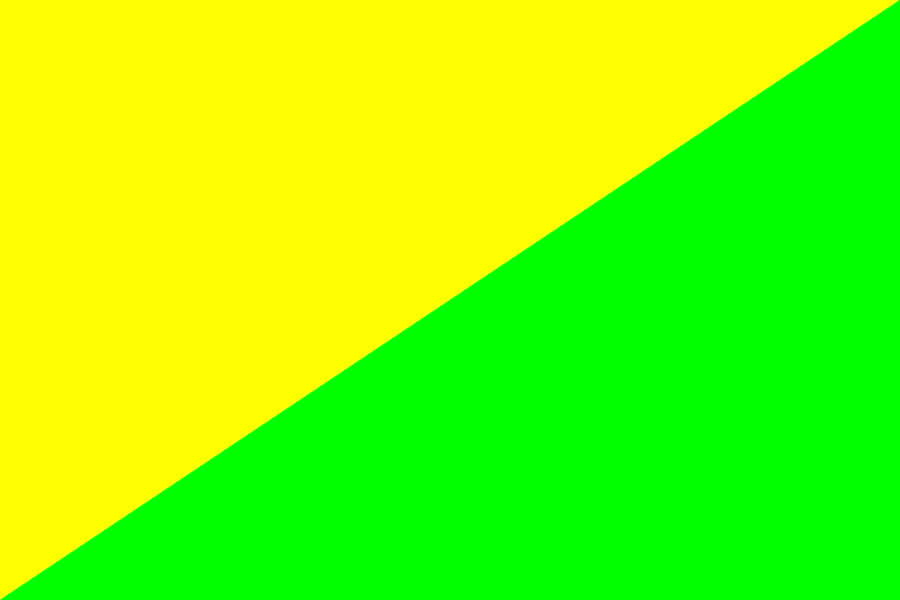
Drapeau du georgisme.

Le georgisme (en anglais : georgism) est un courant de pensée économique développé par l'économiste américain Henry George à la fin du XIXe siècle dans son ouvrage Progrès et Pauvreté publié en 1879. Ce courant de pensée se concentre sur la critique de la propriété privée de la terre qui ne permet pas un développement économique efficace et engendre une augmentation des inégalités économiques et sociales dans la société. Il tente donc de concilier l’efficacité économique avec la justice sociale,.
Le georgisme se fonde sur l'idée d'une abolition de la propriété privée de la terre en faisant de l'État, la communauté, un propriétaire symbolique, sans toutefois déposséder les propriétaires privés mais en leur imposant une taxe unique sur la valeur foncière (un impôt sur la terre). Cette forme de loyer payé à la communauté est conçue comme compensatoire de l'usage de la terre et des ressources naturelles qu'elle contient qui sont une propriété commune,,. Les défenseurs d'un impôt sur la valeur foncière soutiennent que cela permettrait de réduire les inégalités économiques, d'accroître l'efficacité économique, de supprimer les mesures d'incitation à la sous-utilisation des terres urbaines et de réduire la spéculation foncière.
Ce courant de pensée considère qu'il est le seul impôt efficace, juste et équitable. Celui-ci permettrait aussi de financer la suppression des autres types d'impôts et taxes qu'il considère comme injustes (impôts sur le revenu, sur les achats, sur le commerce...) et même pour certains georgistes de financer une forme de revenu universel dans le but de redonner aux humains une certaine liberté d'agir.
Les idées georgistes sont particulièrement populaires et influentes à la fin du XIXe siècle et au début du XXe siècle. Beaucoup de partis politiques, d'institutions et de communautés sont fondées sur des principes georgistes pendant cette période. Les premiers adeptes de la philosophie économique de Henry George ont souvent été qualifiés de single taxer (soit en français « partisan de l'impôt unique »),. Le terme Georgisme (de l'anglais Georgism) a été inventé plus tard, et certains lui préfèrent le terme géoïsme (de l'anglais geoism) pour distinguer leurs pensées de celles de Henry George,.

Le fondement philosophique du georgisme remonte à plusieurs anciens penseurs comme John Locke, Baruch Spinoza, et Thomas Paine. Cependant, Henry George et son premier livre, Progrès et Pauvreté (1879) ont largement popularisé le concept de lever l'impôt principalement à partir de la terre et des privilèges liés à la détention des ressources naturelles.

Un diagramme d'offre et de demande montrant les effets de la valeur foncière. Notez que le fardeau de la taxe est entièrement porté par le propriétaire de la terre, le prix de location de la terre ne change pas et il n'y a aucune perte sèche.

## Grands principes

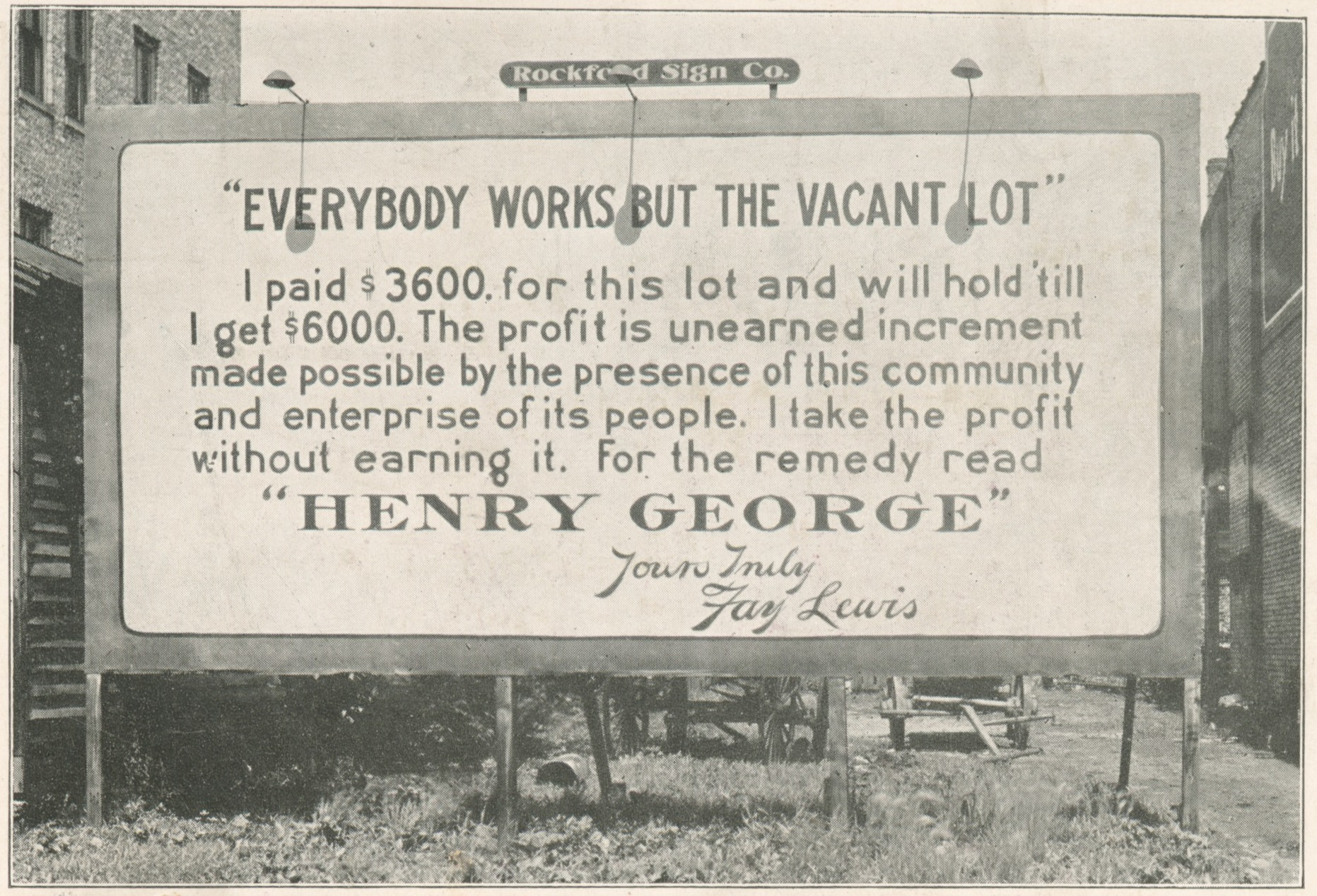

Henry George est surtout connu pour sa vulgarisation de l'argument selon lequel la meilleure façon de financer le gouvernement est une taxe sur la location de la terre et non un impôt sur le travail. George estime que, bien qu'aucune expérience scientifique ne puisse être exécutée en économie politique, les théories pourraient être vérifiées en comparant les différentes conditions de sociétés diverses, mais également par des expériences de pensée sur les effets des divers facteurs. En appliquant cette méthode, il conclut que la plupart des problèmes que connaît la société, tels que la pauvreté, les inégalités et les récessions économiques, peuvent être attribués à la propriété privée de la ressource indispensable, la terre. Dans son plus célèbre ouvrage, Progrès et Pauvreté, George fait valoir que l'appropriation des terres pour un usage privé contribue à la persistance de la pauvreté, en dépit des progrès technologiques, et que cette appropriation explique aussi pourquoi les économies présentent une tendance à la cyclicité. Selon George, les gens possèdent à juste titre ce qu'ils créent, mais l'accès aux ressources naturelles et aux terres appartient à parts égales à tous.
« The tax upon land values is, therefore, the most just and equal of all taxes. It falls only upon those who receive from society a peculiar and valuable benefit, and upon them in proportion to the benefit they receive. It is the taking by the community, for the use of the community, of that value which is the creation of the community. It is the application of the common property to common uses. When all rent is taken by taxation for the needs of the community, then will the equality ordained by Nature be attained. No citizen will have an advantage over any other citizen save as is given by his industry, skill, and intelligence; and each will obtain what he fairly earns. Then, but not till then, will labor get its full reward, and capital its natural return. »
George pose une distinction importante entre la propriété commune (« Common property ») et la propriété collective (« Collective property »). Bien que l'égalité des droits à la terre puisse être atteinte par la nationalisation des terres et leurs locations à des utilisateurs privés, George préfère un impôt unique sur la terre, et ainsi laisser le contrôle de la terre principalement à des mains privées. Il justifie cette position en arguant que cela permet d'opérer une transition progressive sans pénaliser les propriétaires qui avaient participé à la valorisation des terres. Il juge aussi un tel changement moins perturbateur et moins controversé dans un pays où les titres fonciers ont déjà été accordés.[réf. souhaitée]
Les georgistes ont observé que la richesse créée par le privé est socialisée par le système fiscal (par exemple, par le biais de l'impôt sur le revenu et de taxe sur les ventes), tandis que la richesse créée socialement issue des valeurs foncières sont privatisées dans le prix des titres des propriétés foncières et des hypothèques bancaires. Il en serait autrement si la rente foncière avait remplacé l'impôt sur le travail en tant que principale source des recettes publiques ; la richesse socialement créée serait disponible pour une utilisation par la communauté, tandis que les fruits de la main d'œuvre resteraient privés. Selon les georgistes, l'impôt sur la valeur de la terre peut être considéré comme des frais d'utilisation de l'emplacement, mais aussi comme le privilège d'exclure les autres de ces endroits. Les actifs comprenant des privilèges transformés en marchandise peuvent être considérés comme de la richesse, car ils ont une valeur d'échange ; ainsi en est-il des plaques de taxi en France, ou aux taxis Médaillons.

### Propriétés économiques
Les économistes depuis Adam Smith ont observé que, contrairement à d'autres taxes, un impôt sur la valeur du terrain ne cause pas d'inefficacité économique,. La théorie économique suggère que l'impôt sur la valeur de la terre est extrêmement efficace – à la différence d'autres taxes –, car il ne réduit pas la productivité économique. Milton Friedman décrit l'impôt d'Henry George comme le « moins mauvais impôt », car contrairement à d'autres taxes, il n'impose pas un poids trop lourd à l'activité économique (conduisant à une « perte sèche » négative ou nulle) ; et par conséquent un remplacement d'autres impôts aux effets de distorsion de l'économie plus importants par un impôt sur la valeur de la terre permet d'améliorer le bien-être économique. Comme l'impôt sur la valeur de la terre peut améliorer l'utilisation de la terre et réorienter les investissements vers des activités plus productives et non pas vers des activités de recherche de rente, il pourrait même y avoir une perte sèche négative qui augmenterait la productivité. Puisque la taxe sur la valeur foncière s'appliquerait aussi aux spéculateurs étrangers, le Trésor Australien estime que l'impôt sur la valeur de la terre était le seul à avoir un excèdent de charge marginal négatif, ce qui signifie qu'il serait à même d'augmenter à long terme le niveau de vie.
Adam Smith est le premier à noter l'efficacité et les propriétés de distribution d'un impôt sur la valeur de la terre :
« 
Le loyer du sol est encore un sujet plus propre à être imposé que le loyer des maisons. Un impôt sur le loyer du sol ne ferait pas monter le loyer des maisons. Il tomberait en entier sur le propriétaire du sol, qui agit toujours en monopoleur et qui exige le loyer le plus fort qu’il soit possible de donner pour l’usage de son terrain. Les offres sont plus ou moins fortes, selon que les concurrents sont plus riches ou plus pauvres, ou qu’ils sont en état de satisfaire, à plus ou moins de frais, la fantaisie qu’ils ont pour tel coin de terrain en particulier. Dans tout pays, le plus grand nombre de concurrents riches est dans la capitale, et c’est là aussi qu’on trouvera toujours les loyers du sol les plus forts. Comme un impôt sur les loyers du sol ne pourrait pas augmenter le moins du monde la richesse de ces concurrents, ils ne seraient pas vraisemblablement pour cela disposés à payer plus cher l’usage du terrain. Il importerait fort peu que l’impôt dût être avancé par le locataire ou par le propriétaire du sol. Plus le locataire serait obligé de payer pour l’impôt, moins il serait d’humeur à payer pour le terrain, de manière que le payement définitif de l’impôt retomberait en entier sur le propriétaire du terrain. Le loyer du sol des maisons non habitées ne devrait pas payer d’impôt.
Les loyers du sol et des fermages ordinaires des terres sont une espèce de revenu dont le propriétaire jouit, le plus souvent, sans avoir ni soins ni attention à donner. Quand une partie de ce revenu lui serait ôtée pour fournir aux besoins de l’État, on ne découragerait par là aucune espèce d’industrie. Le produit annuel des terres et du travail de la société, la richesse et le revenu réel de la masse du peuple, pourraient toujours être les mêmes après l’impôt comme auparavant. Ainsi, les loyers du sol et les fermages ordinaires des terres sont peut-être l’espèce de revenu qui est le mieux dans le cas de supporter l’assujettissement à un impôt qui lui soit particulier.
Les loyers du sol semblent même, à cet égard, un sujet plus propre à supporter une imposition particulière que les fermages ordinaires des terres. Le fermage ordinaire des terres est le plus souvent dû, en partie au moins, à l’attention et à la bonne administration du propriétaire. Un impôt très-lourd pourrait décourager beaucoup trop cette attention et cette bonne administration. Les loyers du sol, en tant qu’ils excèdent le revenu ordinaire des terres, sont dus en entier au bon gouvernement du souverain, qui, par la protection qu’il assure à l’industrie du peuple en général ou des habitants de quelque lieu particulier, les met d’autant plus en état de payer, pour le terrain sur lequel ils bâtissent, un prix supérieur à sa valeur réelle, ou bien d’offrir au propriétaire du sol plus que la compensation de la perte résultant de cet emploi de sa terre. Il est parfaitement raisonnable qu’un fonds qui doit s’on existence à la bonne conduite du gouvernement de l’État soit imposé d’une manière particulière, ou contribue de quelque chose de plus que la plupart des autres fonds au soutien du gouvernement.
 »
— Adam Smith, De la recherche sur la nature et les causes de la richesse des nations (lire en ligne), p. 526-527 
Benjamin Franklin et Winston Churchill ont argumenté de façon similaire en faveur de l'impôt unique sur la terre pour ses qualités en matière de justice distributive et son efficacité. Ils ont noté que les coûts des taxes et les avantages des dépenses publiques enrichiront toujours tôt ou tard les propriétaires de terrains. Par conséquent, ils croient qu'il est mieux de défrayer l'activité économique des taxes et impôts, et de récupérer la valeur de la dépense publique en appliquant les charges publiques directement aux propriétaires des titres fonciers, plutôt que de nuire au bien-être public avec des impôts calculés sur les bénéfices des activités telles que le commerce et le travail,.
Henry George écrit que son plan pour une haute valeur foncière taxe amène les gens à « contribuer à la société, non pas en proportion de ce qu'ils produisent… mais en proportion de la valeur des possibilités naturelles qu'ils détiennent de façon monopolisée ». Il poursuit en expliquant qu'« en prélevant pour l'utilisation publique cette valeur attachée à la terre en raison de la croissance et de l'amélioration de la communauté », cela rend « la possession de la terre non rentable pour le simple propriétaire, et rentable uniquement pour l'utilisateur ».
Un impôt unique important sur la terre tend à décourager la détention de précieuses opportunités naturelles (comme l'immobilier urbain) non utilisés ou partiellement utilisés par les spéculateurs. Henry George affirme que cela présente de nombreux avantages, notamment la réduction ou l'élimination des charges fiscales pour les quartiers les plus pauvres et les districts agricoles ; l'élimination d'une multitude de taxes et de coûteuses institutions publiques obsolètes ; l'élimination de la corruption, de la fraude et de l'évasion fiscale en ce qui concerne la collecte des impôts ; l'activation d'un véritable libre-échange ; la destruction des monopoles, l'élévation des salaires à leur pleine valeur ; la transformation des inventions permettant d'économiser le facteur travail en avantages pour tous ; et la répartition équitable du confort, des loisirs et d'autres avantages qui sont rendues possibles par le progrès de la civilisation. En ce sens, la vulnérabilité des économies de marché à l'éclatement des bulles du crédit et aux magnats de l'immobilier est réduit.
Un impôt sur la valeur de la terre a aussi les effets d'un impôt progressif, car il est payé principalement par les riches (les propriétaires) et il ne peut pas être transmis aux locataires, aux travailleurs et aux utilisateurs des terres s'ils n'en sont pas propriétaires,.

### Sources des rentes de situations et interventions politiques connexes
Le flux de revenus résultant de paiements pour l'accès restreint aux opportunités naturelles ou un accès artificiellement privilégié aux régions géographiques est appelé une rente de situation. Les georgistes soutiennent que la rente de situation attachée à la terre, les privilèges légaux, ainsi que les monopoles naturels doivent profiter à la communauté, plutôt qu'aux propriétaires privés. En économie, la « terre » comprend tout ce qui existe à l'état naturel, indépendamment de l'activité humaine. George inclut explicitement le climat, le sol, les voies navigables, les gisements minéraux, la loi ou forces de la nature, les voies publiques, les forêts, les océans, l'air et l'énergie solaire dans la catégorie de terres (ou plutôt de ressources naturelles). Alors que la philosophie du georgisme n'annonce rien de définitif en matière d'interventions spécifiques nécessaires pour résoudre les problèmes posés par les diverses sources de rente de situation, l'objectif commun des georgistes modernes est de capturer et de partager – ou réduire – la rente issue de toutes les sources de monopole naturel et de privilèges juridiques,.
Henry George partage le but des georgistes modernes consistant à socialiser ou démonter la rente de situation issue de toutes les formes de monopole des ressources naturelles et de privilèges juridiques. Cependant, George souligne principalement son attirance envers une politique d'impôt unique sur la valeur de la terre, qui cible une forme particulière de revenus de la propriété connue sous le nom de rente foncière. George s'intéresse en particulier à cette rente foncière parce que les emplacements rudimentaires sont plus précieux que les autres formes de monopoles et que chacun a besoin de place pour survivre ; il met en évidence le contraste avec les monopoles moins importants, comme celui du tramway et du télégraphe, qu'il critique également.
George a comparé ce problème à celui d'un travailleur qui pour se rendre à la maison est assailli par une série de brigands sur sa route, chacun lui demandant une petite partie des salaires des voyageurs, et enfin, à la fin de la route, un voleur l'attend et exige tout ce qui reste encore au voyageur. George dit que cela fait peu de différence de contester la série de petits larcins quand le dernier voleur demande tout ce que possède le travailleur. George prédit qu'avec le temps, les progrès technologiques permettront d'augmenter la fréquence et l'importance de monopoles moindres, mais il s'attend à ce que le loyer du sol reste dominante. George prédit même que la rente foncière augmente plus vite que les salaires et les revenus du capital, une prédiction que l'analyse moderne a montré être plausible, car l'approvisionnement de la terre est fixe.
La rente foncière ordinaire est toujours capitale pour les georgistes, en raison de son importante valeur et du gâchis connu de terrains sous-exploités. Toutefois, il existe d'autres sources de rente qui sont analogues théoriquement à la rente foncière et font partie des sujets débattus par les georgistes. En voici quelques-unes,, :
- les ressources extractibles (minéraux et hydrocarbures)[38],[39] ;
- les ressources séparables (forêts et stocks de poissons)[40],[41] ;
- domaines extraterrestres (orbite géosynchrone, des corridors aériens) ;
- privilèges légaux qui s'appliquent à un emplacement spécifique (médaillons des taxis, panneau d'affichage, permis de développement ou encore, monopole de fréquences électromagnétiques) ;
- les restrictions et les taxes de pollution ou taxes d'extraction (permis d'émission négociables et les quotas de pêche) ;
- les droits de passages (en) utilisé par les chemins de fer, les services publics et les fournisseurs de services internet[42],[43],[44] ;
- l'émission de la monnaie légale (voir : seigneuriage)[45] ;
- les privilèges moins dépendants de l'emplacement, mais qui excluent les autres des possibilités naturelles (brevets)[46],[47].

Là où la libre concurrence est impossible, comme dans les cas du télégraphe, de l'eau, du gaz et des transports, George écrit que « de telles activités ont une vraie fonction sociale, qui doit être contrôlée et gérée par et pour l'ensemble des personnes concernées ». Les georgistes sont divisés par cette question de monopoles naturels et ont souvent favorisé une propriété publique des rentes fondées sur les droits de passage, plutôt que la propriété publique des entreprises de services publics.

### Georgisme et économie de l'environnement
Le début de la prise en compte de la protection de la nature de l'Ère Progressiste (1890-1920) a été inspirée en partie par Henry George et son influence s'est étendue pendant des décennies par la suite. Certains économistes écologiques toujours en faveur de la politique georgiste prônent la mise en place d'un impôt unique sur la valeur des terres pour libérer ou ré-ensauvager des terres inutilisées et conserver l'état de la nature par la réduction de l'étalement urbain,,.
La pollution dégrade la valeur de ce que les georgistes considèrent comme des communs. La pollution est une contribution négative, un prélèvement sur les communs ou un coût imposé aux autres, sa valeur est la rente de situation, même lorsque le pollueur ne reçoit pas un revenu explicite. Par conséquent, dans la mesure où la société considère la pollution comme nocive, la plupart des georgistes proposent de limiter la pollution par l'impôt ou par quotas qui capturent la rente qui résulte de son utilisation publique, ce qui permet la restauration, ou un dividende pour le citoyen,.
Le georgisme est lié à l'école de l'économie écologique, puisque tous deux proposent un marché des restrictions concernant la pollution. Ces deux écoles sont compatibles puisqu'elles préconisent l'usage d'outils similaires dans le cadre d'une stratégie de conservation ; mais elles mettent l'accent sur différents aspects. La conservation est la question centrale de l'écologie, alors que la question de la rente est centrale au geoïsme. Alors que les économistes écologiques peuvent porter haut le prix de la pollution, par des amendes plus prudentes pour éviter des dommages à l'environnement intrinsèquement non quantifiables, les georgistes pourraient mettre l'accent sur la médiation entre les intérêts conflictuels et les droits de l'homme. Le géolibertarianisme, une branche orientée marché du géoïsme, tend à prendre position contre ce qu'elle perçoit comme une réglementation trop contraignante et souhaite voir les enchères de quotas de pollution ou de taxes remplacer la plupart des réglementations de direction et de contrôle (en).
Puisque les écologistes s'intéressent principalement à la conservation, ils ont tendance à négliger la question de la répartition équitable des rentes de rareté et des rentes de pollution, alors que les georgistes insistent pour que les revenus de la propriété ne reviennent pas à ceux qui détiennent le titre du patrimoine naturel et le privilège de polluer. Dans la mesure où les geoïstes reconnaissent l'effet de la pollution ou partagent les valeurs en matière de conservation de l'environnement, ils seront d'accord avec les économistes écologiques sur la nécessité de limiter la pollution, mais les géoïstes insistent également pour que la rente de pollution issue de ces efforts de conservation ne s'appliquent pas aux pollueurs et soit plutôt utilisée à des fins publiques ou pour compenser ceux qui subissent les effets négatifs de la pollution. Les économistes écologique préconisent de façon similaire des restrictions concernant la pollution, mais, en mettant l'accent d'abord sur la conservation, ils pourraient être disposés à accorder le privilège de polluer contre contrepartie pécuniaire aux pollueurs afin de capturer la rente qui lui est liée. Dans la mesure où les économistes écologiques partagent la même notion de justice sociale que celle des géoïstes, ils préconiseraient la mise aux enchères de quotas de pollution plutôt que de les accorder gratuitement. Cette distinction peut être observée dans la différence entre la version basique du marché des droits à polluer et la variante géoïste, cap and share (en) ou « plafonner et échanger », une proposition de vente aux enchères de permis de polluer temporaires, avec le retour au public des rentes, plutôt que de donner des privilèges de pollution gratuitement aux pollueurs existants, ou bien de vendre des permis perpétuels aux pollueurs,.

### Utilisation des revenus
Les recettes tirées de cet impôt peuvent permettre la réduction ou l'élimination des impôts, de grands investissements, des dépenses publiques ou la distribution directe des fonds pour les citoyens comme une pension ou un revenu de base/citoyen du dividende.
Dans la pratique, l'élimination de toutes les autres taxes implique un impôt unique plus élevé que n'importe quel impôt foncier existant actuellement. L'introduction d'un impôt unique sur la valeur de la terre supérieur à la valeur des impôts existants, avec une certaine part d'incertitude, entraînerait inévitablement les prix de tous les titres fonciers à la baisse. George ne croit pas que les propriétaires doivent être indemnisés, et décrit le problème comme étant analogue à une indemnisation pour les anciens propriétaires d'esclaves.
D'autres géoïstes sont en désaccord sur la question de l'indemnisation ; certains préconisent une compensation totale tandis que d'autres avancent une compensation suffisante pour atteindre les réformes georgistes nécessaires. Les géoïstes ont longtemps différé du point de vue de George sur le degré de captage nécessaire de la rente. Historiquement, ceux qui plaidaient pour un impôt sur la rente publique seulement assez grande pour remplacer les autres taxes ont été considérés comme les partisans de l'impôt unique limité.

## Synonymes et variantes
La plupart des premiers groupes défenseurs de ce courant se sont décrits comme des « single taxers » (« taxeurs uniques »). George accepte à contrecœur « taxe unique » comme un nom précis pour son principal objectif politique — l'abrogation de tous les impôts injustes ou inefficaces par un impôt unique sur la valeur de la terre. Dans l'ère moderne, les promoteurs du georgisme sont un groupe diversifié, issu de plusieurs différents milieux : les écologistes soulignent son écologisme ; les géolibertariens soulignent sa philosophie de marché libre égalitariste ; les utilitaristes soulignent de potentiels meilleurs biens publics ; et les urbanistes soulignent les avantages économiques et sociaux grâce aux gains d'efficacité par l'utilisation des meilleures terres pour les entreprises et le logement.
Certains adeptes ne sont pas satisfaits de la qualification de Georgistes. Alors que Henry George était bien connu tout au long de sa vie, il a été largement tombé dans l'oubli, mais l'idée d'une taxe unique de la terre lui est antérieure. Certains lui préfèrent ainsi le terme géoïsme (« geoism » en anglais), avec le sens de géo (du grec γῆ gē « terre », afin de lever une ambiguïté : accidentellement, le premier composé du nom George (d'où Georgism) vient du grec Geōrgios, sachant que geōrgos signifie « fermier » et geōrgia, l'« agriculture », l'« élevage », puisque gē signifie la « terre » et ergon le « travail »), Les dénominations de Partage de la Terre (de l'anglais « Earth Sharing »), geonomics, et de géolibertarianisme (voir Libertaire) sont également utilisées par certains georgistes. Ces termes portent différemment l'accent, et souligne parfois de véritables différences sur l'emploi des rentes issues de la terre (dividende versé au citoyen ou tout simplement remplacer d'autres taxes) ; mais tous s'accordent sur la saisie publique de la rente de la terre.
Les amendes obligatoires et les frais liés à la terre sont les mesures politiques les plus communes aux georgistes, mais certains géoïstes préfèrent des systèmes d'extraction du profit qui reposent sur des méthodes telles que des frais sur les emplacements non-obligatoires ou issus d'auto-évaluation de la valeur de l'emplacement par des Community Land Trust, et de l'achat de contrats sur la valeur de la terre (en),,,,.
Certains géoïstes croient que compenser partiellement les propriétaires fonciers est politiquement opportun afin de réaliser les compromis nécessaires à la réalisation de la réforme,. Pour des raisons similaires, d'autres proposent une capture de l'augmentation future de la rente et non pas de toute la rente.
Si le georgisme a toujours été considéré comme une idéologie radicalement progressiste ou socialiste, certains libertariens et minarchistes estiment que les dépenses publiques sociales limitées devraient être financées à l'aide du concept georgiste qui consiste à capturer la rente issue de la valeur de la terre, mais que toute la rente ne devrait pas être saisie. Aujourd'hui, cet adaptation relativement conservatrice est généralement considérée comme étant incompatible avec le vrai géolibertarianisme, qui exige que l'excès de rente soit recueilli et ensuite redistribué à la population. Du temps d'Henry George, cette retenue vis-à-vis de la philosophie georgiste était connue comme « l'impôt unique limité », par opposition à « l'impôt unique illimité ». Henry George est en désaccord avec l'interprétation de « limité », mais a reconnu ses adhérents (par exemple, Thomas Shearman) comme des « single-taxers » [georgistes] légitimes. (Voir Milton Friedman dans la section « Réception critique »)

## Influence

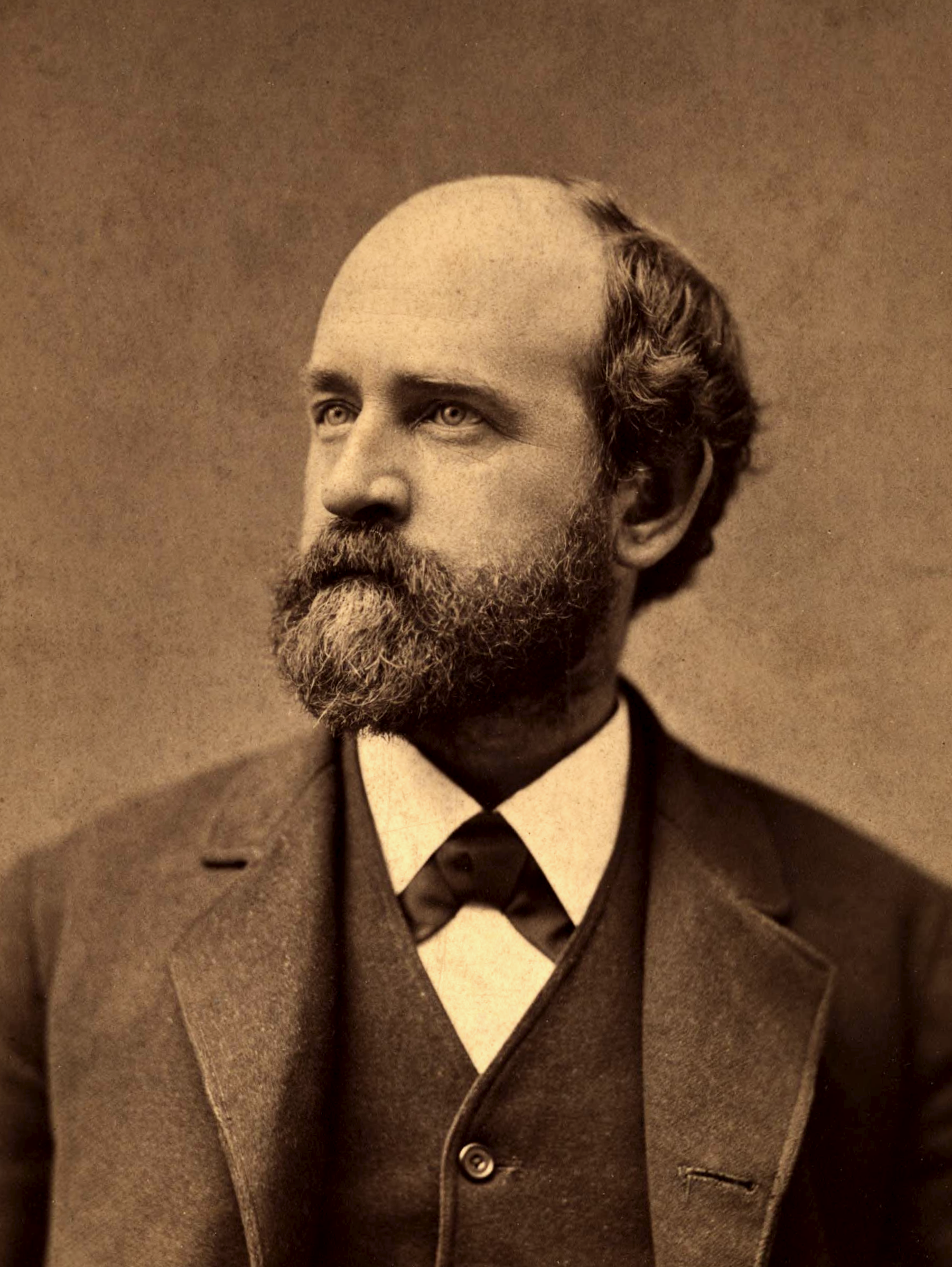
Henry George, dont les écrits et le plaidoyer forment la base du georgisme.

Les idées georgistes fortement ont influencé la politique du début du XXe siècle. Les partis politiques qui ont été fondés sur des idées georgistes : le Commonwealth Land Party (en) des États-Unis, le Henry George Justice Party (en), la Single Tax League (en), et le Justice Party du Danemark.
Au Royaume-Uni, au cours de l'année 1909, le gouvernement libéral a inclus une taxe foncière dans le cadre de plusieurs taxes dans le cadre du People's Budget (« budget du peuple ») destinées à redistribuer les richesses (avec entre autres, un impôt progressif sur le revenu et l'augmentation de l'impôt sur la succession). Cela a provoqué indirectement une crise qui aentraîné la réforme de la Chambre des lords. Le budget a été adopté par la suite – mais sans la taxe foncière. En 1931, le Labour Governement, minoritaire, a adopté une taxe foncière dans la partie III de la loi de finance de 1931. Toutefois, ce texte a été abrogé en 1934 par le Gouvernement National avant de pouvoir être mis en œuvre.
Au Danemark, le Parti de la Justice georgiste a déjà été représenté au Folketinget. Il faisait partie d'un gouvernement de centre-droit (1957-60) et était également représenté dans le Parlement européen (1978-79). L'influence de Henry George a diminué au fil du temps, mais les idées georgistes continuent d'émerger encore de temps en temps en politique. Lors de la campagne présidentielle aux États-Unis de 2004, Ralph Nader mentionna Henry George dans ses déclarations de principes.
Les économistes sont toujours en faveur d'un impôt unique sur la terre. Milton Friedman a publiquement soutenu l'impôt unique georgiste comme étant « le moins mauvais impôt ». Joseph Stiglitz a déclaré que : « Non seulement Henry George avait raison d'affirmer que l'impôt sur la terre n'était pas discrétionnaire, mais en plus, dans une société à l'équilibre… un impôt sur la terre était tout juste suffisant pour financer le niveau (optimalement choisi) de dépenses gouvernementales. »
Il baptisa sa proposition « théorème de Henry George (en) ».

### Mise en place des idées georgistes

#### Aux États-Unis
Plusieurs communautés furent aussi initiées aux principes georgistes lorsque cette philosophie était la plus populaire. Deux communautés existent encore aujourd'hui, celle d'Arden (Delaware) fondée en 1900 par Frank Stephens et Will Price, et Fairhope (Alabama), qui a été fondée en 1894 par les auspices de Fairhope Single Tax Corporation. Quelques communautés établies aux États-Unis ont aussi adopter des mesures georgistes. Un georgiste à Houston, Texas, Joseph Jay Pastoriza promut un club georgiste dans cette ville, établi en 1890. Des années plus tard, alors qu'il servait comme conseiller municipal, il fut sélectionné pour servir la Commission des Taxes de Houston, et il promulgua le « Plan de Taxation de Houston » en 1912.
Les améliorations des catalogues marchands et fonciers ont été taxées à hauteur de 25 % de leur valeur estimée, les terrains inexploités furent taxés à hauteur de 70 % de leur valeur estimée, tandis que la propriété privée personnelle était, elle, exempte. Cet impôt georgiste perdura jusqu'à 1915, lorsque deux cours de justice l'invalidèrent, car il violait la Constitution du Texas en 1915. Ces efforts furent étouffés dans plusieurs autres villes texanes qui avaient tenté d'implémenter le Plan de Houston en 1915 : Beaumont, Corpus Christi, Galveston, San Antonio, and Waco.

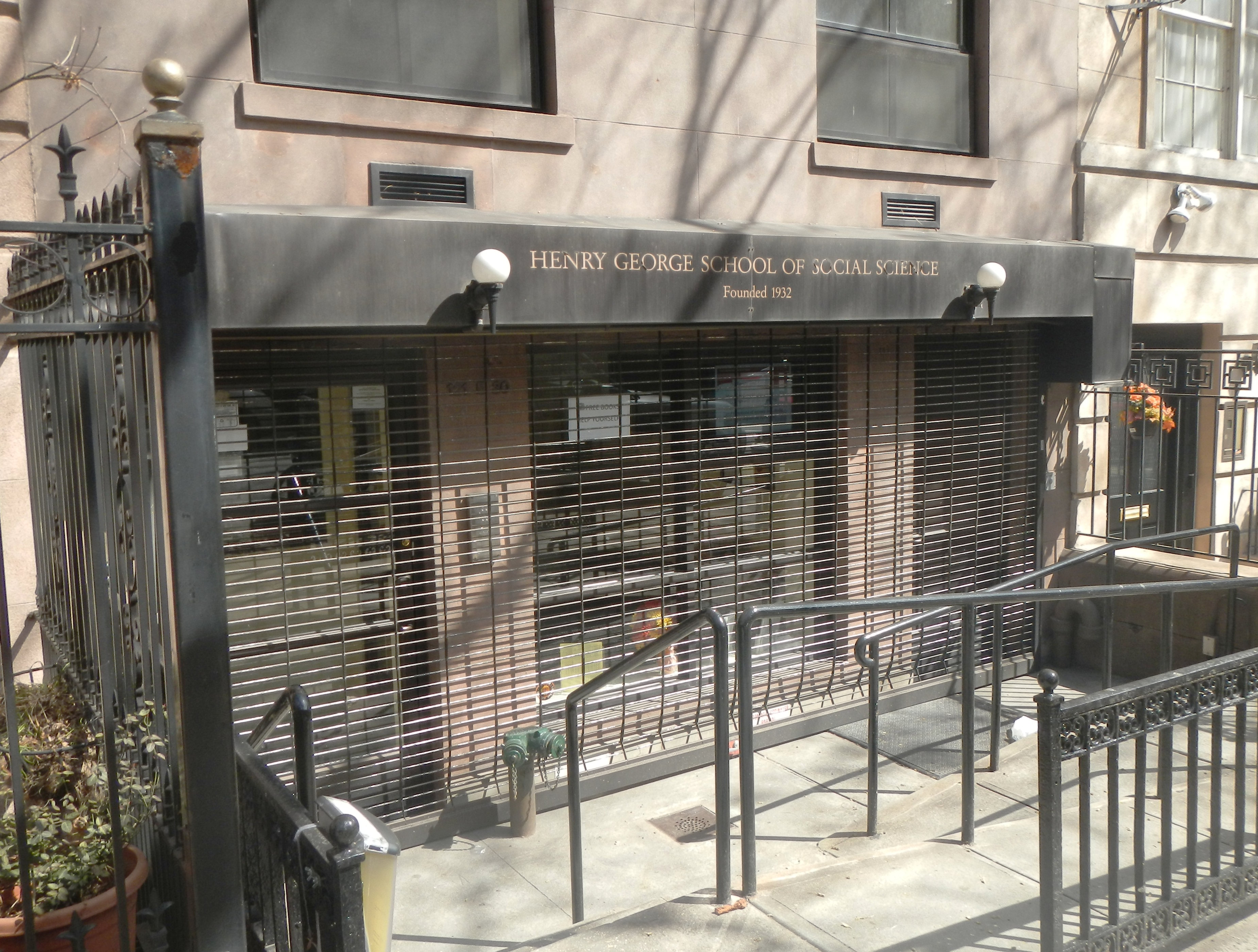
Henry George School of Social Science, à New York.

Plusieurs gouvernements municipaux aux États-Unis dépendent d'une Taxe sur la propriété comme leur source principale de revenue, bien que ce type de taxes ne sont pas georgistes puisqu'elles incluent la valeur des constructions et d'autres améliorations, l'exception étant la ville de Altoona (Pennsylvanie), qui a eu pendant une période seulement un impôt sur la terre.

#### Protectorat allemand de Kiautschou
Le protectorat allemand de la Kiautschou, en Chine, a entièrement implémenté les politiques georgistes. Le gouvernement allemand avait alors la volonté de préserver le nouveau protectorat de la spéculation immobilière qui causaient des problèmes dans les colonies africaines. Or parmi les réformateurs de la gestion du pays, Ludwig Wihelm Schrameier avait lu les travaux de Henry George, qui montraient un lien entre dépression et spéculation immobilière. Schrameier a affirmé ne pas avoir été influencé par le georgisme de manière directe, mais plutôt poussé par l'urgence de la situation.
L'administration allemande mis en place une taxe unique de 6 % sur la terre, ainsi qu'une taxe d'un tiers sur l'ensemble des plus-values faites sur la vente de terrain. Par ailleurs, l'État se réservait la priorité d'acheter tout terrain au prix de vente, décourageant ainsi tout quiconque de déprécier fortement les prix dans le but de réduire la taxe unique payée sur les terrains – et aucune sur les bâtiments construits sur ces terrains. Il s'agit de la toute première implémentation de la taxe georgiste comme unique source de revenu.
Cette politique unique au monde fut couronnée de succès. La colonie exista comme protectorat allemand de 1898 jusqu'à 1914, lorsqu'elle fut saisie par les troupes japonaises et britanniques. Entre-temps, la colonie dont le principal atout était un village de pêcheur de 83 000 habitants était devenue le quatrième plus grand port de commerce sur la côte chinoise. Sa population avait atteint les 275 000 habitants. Mais lorsque les Japonais changèrent de système de taxation, la ville perdit rapidement sa renommée.

#### Reste du monde
Les idées georgistes furent aussi adoptées à un certain degré en Australie, à Hong Kong, à Singapour, en Afrique du Sud, en Corée du Sud et à Taïwan. Dans ces pays, le gouvernement continue de lever un certain impôt sur la terre, à quelques exceptions près.

### Instituts et organisations
Plusieurs organisations existent encore et continuent à promouvoir les idées d'Henry George. Selon The American Journal of Economics and Sociology, le périodique Land&Liberty, établi en 1894, est le « projet georgiste qui a perduré le plus longtemps dans l'histoire ». Fondé lors de la Grande Dépression en 1932, la Henry George School of Social Science de New York offre des cours, des séminaires sponsorisés et publie des recherches portant sur le paradigme georgiste. Également aux États-Unis, le Lincoln Institute of Land Policy fut aussi établi en 1974 en se fondant sur les écrits d'Henry George. Il « tente d'apporter quelques choses au dialogue portant sur le développement urbain, l'environnement de construction, et les politiques de taxation aux États-Unis et à l'étranger ».
La Henry George Foundation continue de promouvoir les idées de Henry George au Royaume-Uni.
L'Union internationale pour la taxation de la rente foncière (en) est un groupe de coordination qui réunit des organisations au niveau mondial, organisations qui tentent de faire passer des réformes sur les rentes foncières.

## Réception
L'économiste Alfred Marshall croyait que les vues de George dans Progrès et Pauvreté étaient dangereuses, et avait même prédit qu'elles pourraient engendrer des guerres, de la violence et des destructions économiques. Marshall était particulièrement inquiet par l'idée d'un changement rapide et de l'injustice faite aux propriétaires terriens, s'ils n'étaient pas compensés. Dans sa conférence sur Progrès et Pauvreté, Marshall s'opposait la position de George sur la compensation due aux propriétaires terriens mais en soutenant totalement son remède ultime, à savoir, un impôt unique sur la terre. Tant que la hauteur de cet impôt remplacerait de façon progressive les autres formes de taxe et que cela ne causerait pas une chute massive des prix des terrains, Marshall était en faveur d'un impôt unique sur les terrains fondé sur des bases économiques et morales, en suggérant qu'un impôt de trois ou quatre pour-cent remplirait cette condition. Une fois cette mesure mise en place, le gouvernement saisirait la valeur des terrains à des prix réduits et deviendrait propriétaire cent années plus tard. Marshall affirmait que ce plan, qu'il supportait fermement rendrait l'existence d'un département gouvernemental spécialisé dans la collecte de taxe inutile. Pour les pays nouvellement fondés, où la terre n'était pas déjà privée, Marshall préconisait l'application immédiate de la proposition économique d'Henry George. Ainsi le problème de l'indemnisation ne se poserait pas,.
Karl Marx considérait que le programme d'un impôt unique était une régression par rapport à la transition au communisme et caractérisait le georgisme comme la « dernière tentative du Capitalisme ». Marx argumentait : « Tout ceci… n'est qu'une tentative, ornée de socialisme, afin de sauver la domination du capitalisme et pour tout recommencer sur des bases plus larges que les bases présentes. ». Marx critiquait aussi le fait que la théorie de la taxe unique sur la terre se concentre sur la valeur de la terre, car « Son dogme fondamental réside dans le fait que tout irait bien si la rente foncière retournait à l'État ». Les georgistes tels que Fred Harrison (2003) ont répondu à ces objections marxistes.
Richard T. Ely, connu comme le « Père de l'Économie de la Terre », était d'accord avec les arguments économiques du georgisme, mais croyait que corriger le problème à la manière de George (sans compensation pour les propriétaires terriens) était injuste envers les propriétaires actuels des terres. Pour expliquer sa position, Ely écrivit 
« If we have all made a mistake, should one party to the transaction alone bear the cost of the common blunder? »
— Richard Ely, 

« Si nous avons tous commis la faute, devrait-il incomber à une partie seulement le coût lié à la correction de cette commune erreur? »
— 
John R. Commons supportait les arguments économiques georgistes, mais s'opposait à ce qu'il percevait comme une tendance politique et environnementale dangereuse, celle de se reposer sur une approche simplificatrice en matière de réforme des taxes, en particulier la formule « impôt unique ». Commons concluait dans (en) The Distribution of Wealth à la suite d'une estimation que « peut-être environ 95 % de toutes les valeurs décrites dans les fortunes des millionnaires [sic] étaient dues à des investissements classés comme dérivant leur valeur de la terre et de monopole naturel et d'industries compétitives aidées de ces monopoles ». Toutefois, il critiquait les georgistes pour ne pas apercevoir que les idées anti-monopoles d'Henry George devaient être mises en place par des outils variés. Il écrivit : « Les arbres ne montent pas au ciel – ils périraient à cause des vents violents ; et une vérité unique, comme un impôt unique, se terminerait par sa propre destruction. » Commons utilise l'exemple de la fertilité naturelle du sol et de la valeur de la forêt comme un exemple de cette destruction, puisqu'un impôt sur la valeur in situ de ces ressources naturelles épuisables peut conduire à leur surexploitation et leur sur-extraction. Commons recommandait donc à la place, un impôt sur le revenu tiré de la forêt, similaire la taxe d'extraction (en) des georgistes modernes,.
D'autres contemporains comme l'économiste de l'École autrichienne d'économie Frank Fetter et l'économiste néoclassique John Bates Clark ont argumenté qu'il était impossible de maintenir la distinction classique entre le capital et la terre et critiquèrent le georgisme à partir de ce constat. Mark Blaug, un spécialiste en histoire de la pensée économique, attribue à Fetter et Clark l'influence majeure qui conduisit à l'abandon de l'idée que « la terre est un facteur de production unique, d'où l'absence de nécessité de se doter d'une théorie de la rente foncière » et déclarant que « c'est là l'attaque fondamentale de toutes les oppositions des économistes contemporain d'Henry George et certainement la raison centrale qui explique pourquoi les économistes professionnels l'ont tant ignoré ».
Robert Solow soutenait la théorie georgiste, mais était méfiant de l'injustice perçue de l'expropriation. Solow déclarait que taxer la rente foncière attendue « n'aurait aucune semblant de justice » ; toutefois l'idée georgiste de taxer la valeur des terrains serait une bonne chose là où la propriété privée des terrains n'était pas encore acquise, ou dans le cas où transition se ferait lentement.
Milton Friedman était d'accord pour dire que la proposition d'Henry George était « la moins mauvaise » manière de prélever l'impôt nécessaire aux recettes publiques. Toutefois, Friedman voyait le georgisme comme partiellement immoral, dû aux différences d'opinion concernant la validité des droits de propriétés de la terre acquis[citation nécessaire]. Les georgistes sont d'accord avec Friedman que les titres de propriété devraient demeurer privés, toutefois, ils croient que l'acquisition par des mains privées d'une rente foncière attachée à un terrain non mis en valeur est fondamentalement injuste, en le comparant à l'esclavage.
George fut aussi accusé d'exagérer l'importance de sa « théorie d'une rente qui dévore tout », en affirmant que c'est la cause principale de la pauvreté et de l'injustice sociale de la société. George argumentait que la rente issue de la terre progressait plus vite que les salaires, car l'offre de la terre était fixe. Des économistes modernes, dont Ottman Edenhofer, ont démontré que l'affirmation de George est plausible, mais qu'elle était probablement plutôt vérifiée à l'époque de George, plus qu'elle ne l'est aujourd'hui.
Les premières critiques du georgisme furent celles qui considéraient que cela générerait des recettes publiques trop importantes et que cela conduirait à une croissance non voulue du gouvernement. Mais des critiques plus tardives ont considéré au contraire, que cela ne générerait pas de recettes suffisantes pour couvrir le budget du gouvernement. Joseph Schumpeter concluait dans son analyse du georgisme par la phrase suivante : « C'est économiquement solide, sauf que cela demande un optimisme injustifié en ce qui concerne les rendements d'un tel impôt ». Les économistes qui ont étudié la terre ont concluent que la critique de Schumpeter est injustifiée puisque le rendement de la rente est probablement plus important que ce que supposent les économistes modernes comme Paul Krugman Pour Krugman, le meilleur moyen de lever l'impôt est la taxation de la valeur de la terre, mais que les augmentations des dépenses publiques ont rendu les recettes issues de cet impôt sur la rente foncière, insuffisantes pour couvrir toutes les dépenses du gouvernement.
Les georgistes ont répondu à la critique en citant des études et des analyses qui démontrent que la valeur des terrains dans des pays comme les États-Unis, le Royaume-Uni et l'Australie est largement suffisante pour soutenir les niveaux de dépenses du gouvernement,,,,,,.
Le philosophe politique anarcho-capitaliste et économiste Murray Rothbard a critiqué le georgisme dans (en) Man, Economy, and State comme étant philosophiquement incompatible avec la théorie subjective de la valeur, et déclara plus tard que la terre n'est pas pertinente en tant que facteur de production, dans l'échange et le système des prix, mais dans sa critique, vue par certains dont les opposants au georgisme, se fonde sur de mauvaises affirmations et un raisonnement biaisé.
L'économiste de l'École autrichienne d'économie Friedrich von Hayek a attribué à l'enthousiasme des premières heures pour la théorie d'Henry George, le développement de son intérêt pour l'économie. Plus tard, Hayek dira que la théorie du georgisme serait très solide, si les défis d'évaluation ne conduisaient pas à des résultats injustes, mais il croyait que cela était inévitable.

## Georgistes notables

### Économistes
- Harry Gunnison Brown[118]
- John R. Commons[119],[120],[121]
- Raymond Crotty[122],[123]
- Herman Daly[124]
- Paul Douglas[125],[126]
- Ottmar Edenhofer[127],[128],[129]
- Fred Foldvary[130]
- Mason Gaffney[131],[132]
- Max Hirsch[133]
- Harold Hotelling[134],[135],[136],[137]
- Wolf Ladejinsky[138]
- Donald Shoup[139],[140],[141]
- Herbert A. Simon[142],[143]
- Robert Solow[102]
- Joseph Stiglitz[144]
- Nicolaus Tideman[145]
- William Vickrey[146],[147],[148]
- Léon Walras[149]
- Philip Wicksteed[150]

### Chefs de gouvernement
- John Ballance[151],[152]
- Winston Churchill[153],[154],[155]
- Alfred Deakin[156]
- Andrew Fisher[157]
- George Grey[158]
- Rutherford B. Hayes[159]
- William Morris Hughes[160]
- Robert Stout[161]
- Sun Yat-sen[162],[163]

### Autres figures politiques
- John Peter Altgeld[164],[165]
- Newton D. Baker[166],[167]
- Willie Brown[168]
- Clyde Cameron[169]
- George F. Cotterill[170],[171],[172]
- William Jay Gaynor[173]
- Keir Hardie[174]
- Frederic C. Howe[175]
- Blas Infante[176]
- Tom L. Johnson[177]
- Samuel M. Jones[178]
- Frank de Jong[179]
- Franklin Knight Lane[166]
- Hazen S. Pingree[180],[181],[182]
- Philip Snowden[183],[184]
- Josiah C. Wedgwood
- William Bauchop Wilson[166]
- Jackson Stitt Wilson[185],[186]

### Activistes
- Jane Addams[187],[188]
- Peter Barnes[189]
- Sara Bard Field[190]
- Michael Davitt[191]
- Samuel Gompers[192],[193]
- Bolton Hall[194],[195]
- Hubert Harrison[196],[197]
- John Haynes Holmes[198],[199]
- Stewart Headlam[200],[201]
- Mary Elizabeth Lease[202]
- Benjamin C. Marsh[203],[204]
- James Ferdinand Morton[205],[206]
- Thomas Mott Osborne[207],[208],[209]
- Amos Pinchot[210],[211]
- Terence V. Powderly[212]
- Samuel Seabury[213]
- Catherine Helen Spence[214]
- Helen Taylor[215]
- William Simon U'Ren[216]
- Ida B. Wells[217]
- Frances Willard[218]

### Auteurs
- Ernest Howard Crosby[188]
- Charles Eisenstein[219]
- Hamlin Garland[220],[221]
- Fred Harrison[222]
- James A. Herne[223]
- Ebenezer Howard[224],[225],[226]
- Elbert Hubbard[227]
- Aldous Huxley[228]
- James Howard Kunstler[229]
- Jose Martí[230],[231]
- William D. McCrackan[220]
- Albert Jay Nock[232]
- Kathleen Norris[233]
- Upton Sinclair[234],[235]
- Leo Tolstoy[236],[237]
- Charles Erskine Scott Wood[238],[239]

### Journalistes
- William F. Buckley, Jr.[240]
- Timothy Thomas Fortune[241]
- Theodor Herzl[242]
- Michael Kinsley[243],[244],[245]
- Suzanne La Follette[246],[247]
- Dylan Matthews[248],[249]
- Raymond Moley[250]
- Charles Edward Russell[251]
- Jacob Riis[252],[253]
- Reihan Salam[254]
- Horace Traubel[255]
- Martin Wolf[256]
- Merryn Somerset Webb[257],[258]
- Brand Whitlock[259],[260],[261]
- Tim Worstall[262]
- Matthew Yglesias[263],[264]

### Artistes
- David Bachrach[265]
- John Wilson Bengough[266]
- Daniel Carter Beard[267]
- Matthew Bellamy[268]
- George de Forest Brush[269]
- Walter Burley Griffin[270],[271]
- John Hutchinson[220],[272]
- George Inness[273]
- Emma Lazarus[274],[275]
- Agnes de Mille[276]
- Henry Churchill de Mille[277],[278]
- William C. deMille[279],[280]
- Francis Neilson[281],[282]
- Eddie Palmieri[283]
- Banjo Paterson[284]
- Louis Prang[285]
- Will Price[286]
- Frank Stephens[287]
- Frank Lloyd Wright[288]

### Philosophes
- Ralph Borsodi[289]
- Ludwig Büchner[290]
- Nicholas Murray Butler[291],[292]
- Frank Chodorov[293],[294]
- John B. Cobb[295]
- John Dewey[296]
- Silvio Gesell[297]
- Leon MacLaren[298],[299]
- Franz Oppenheimer[242]
- Philippe Van Parijs[300],[301]
- Bertrand Russell[302],[303],[304]
- Hillel Steiner[305]

### Autres
- Roger Babson[306]
- Louis Brandeis[307],[308]
- Clarence Darrow[309],[310],[311]
- Albert Einstein[312],[313]
- Henry Ford[314]
- Spencer Heath[315],[316]
- Mumia Abu-Jamal[317]
- Margrit Kennedy[318]
- John C. Lincoln[319]
- Elizabeth Magie[320],[321]
- Edward McGlynn[322]
- Buckey O'Neill[323]
- George Foster Peabody[208],[209]
- Louis Freeland Post[324]
- Walter Rauschenbusch
- Raymond A. Spruance[325]
- Silvanus P. Thompson[266]
- Fiske Warren[326],[327]
- Alfred Russel Wallace[328]
- Joseph Fels[329]